# Eva küßt nur Direktoren
Pour plus de détails, voir Fiche technique et Distribution.
Eva küßt nur Direktoren (en français Eva embrasse seulement le directeur)  est un film autrichien réalisé par Rudolf Jugert sorti en 1958.
Il s'agit de l'adaptation d'un roman de Hanna Seyringer, pseudonyme de Leopold Hnidek.

## Synopsis
Le comptable Karl Müller aime en vain sa secrétaire Eva Brunner. Elle le rejette toujours, mais se laisse piéger par le directeur Morath, même si elle a toujours souligné à ses collègues qu'elle ne s'intéressait pas à lui. Pendant ce temps, Karl hérite d'un oncle inconnu. En plus d'une grosse somme d'argent, l'héritage comprend également un grand appartement luxueusement meublé avec la femme de ménage Chlestek. Karl remarque vite que la richesse de son oncle provenait du travail en dehors des heures de travail, c'est pourquoi il tenait les livres de paie de nombreuses entreprises en dehors des heures de travail. Karl reprend cette tâche.
Les nouveaux costumes de Karl et son style de vie quelque peu luxueux (il mange désormais toujours des portions triples à la cantine) suscitent des chuchotements au bureau. Karl étant considéré comme compétent, il est nommé à titre expérimental à la tête du département de la vente au détail sur la proposition de la fille du directeur général, Irene Rotter. Bientôt, la rumeur court qu'il est l'amant d'Irène, ce qui lui rend également possible son nouveau style de vie. Eva réagit jalousement et veut de Morath une relation de manière démonstrative. Lorsque Karl l'aperçoit accidentellement dans sa voiture, il l'entraîne dans son taxi et les passants croient qu'il a kidnappé Eva. Karl avait déjà été arrêté par les enquêteurs incompétents Fuchs et Jäger comme voleur présumé de métaux non ferreux. Maintenant, il est emmené au commissariat de police en tant que ravisseur et relâché à nouveau, ce qui embarrasse l'inspecteur de police Graupinger. De nombreuses autres arrestations de Karl suivent, qui s'avèrent toujours être des mauvaises décisions. Ceci est particulièrement défavorable lorsque Karl reçoit la visite du contrebandier Mario Marinadi. L'oncle de Karl lui avait extorqué de nombreuses montres et il souhaite maintenant les récupérer auprès de Karl. Il précise également que le directeur Morath est un élément fiable du réseau de contrebandiers. Bien que la gardienne Franziska Baldinger ait de nouveau alerté la police après avoir écouté, celle-ci arrête Karl et non le gangster Marinadi. Seul Graupinger fait en sorte que le véritable criminel soit mis derrière les barreaux. Un peu plus tard, Karl rencontre Morath lors d'une soirée chez le directeur général Rotter et le confronte aux déclarations de Marinadi. Morath part, mais la soirée est également gâchée pour Karl, car il pense qu'Eva est tombée amoureuse du directeur général Rotter au lieu de Morath.
Karl a fait ses preuves en tant que nouveau directeur du département de la vente au détail et a permis à l'entreprise d'augmenter ses ventes. Néanmoins, il se sent seul dans son appartement et consulte sa vieille logeuse. Elle lui conseille de simplement une fête avec quelques collègues. Il retourne à son appartement avec deux collègues féminines d'Eva, quand deux cambrioleurs tentent de cambrioler un coffre-fort caché dans l'appartement sur les instructions de Marinadi. Les deux femmes de Karl viennent de s'installer confortablement lorsque des gangsters enfoncent le coffre-fort et déclenchent un système de tir automatique. Les deux gangsters tombent inconscients au sol et les deux femmes qui les repèrent croient que Karl les a tués. Elles alertent à nouveau la police, mais après plusieurs mauvaises expériences, Jäger et Fuchs refusent de faire quoi que ce soit à propos de Karl. Pendant ce temps, Karl attache les cambrioleurs et appelle la police, qui arrête les deux hommes. Au travail, le directeur général Rotter explique à Eva qu'il doit rentrer chez lui plus tôt, car sa fille s'est fiancée. Eva pense que Karl est le fiancé, mais Rotter la corrige. Elle est heureuse, mais ne sait pas comment reconquérir Karl, qu'elle croit jaloux du directeur. Il s'avère que Morath a fui en tant que membre du gang de contrebandiers. En conséquence, son poste est vacant et le directeur général Rotter fait de Karl le nouveau directeur du département. Eva le serre dans ses bras au moment où Karl entre dans le bureau. L'irritation ne dure que peu de temps, car il apprend qu'il est le nouveau directeur et Eva l'embrasse maintenant.

## Fiche technique
- Titre original : Eva küßt nur Direktoren
- Réalisation : Rudolf Jugert
- Scénario : Fred Solm
- Musique : Carl de Groof
- Direction artistique : Theo Harisch
- Costumes : Ilse Dubois
- Photographie : Elio Carniel (de)
- Son : Herbert Janeczka, Hans Wunschel
- Montage : Paula Dvorak
- Producteur : Karl F. Sommer
- Société de production : Ring-Film
- Société de distribution : Austria Filmverleih
- Pays d'origine :  Autriche
- Langue : allemand
- Format : Noir et blanc - 1,33:1 - Mono - 35 mm
- Genre : Comédie
- Durée : 94 minutes
- Date de sortie :
  - Allemagne de l'Ouest : 16 janvier 1958.

## Distribution
- Joachim Fuchsberger : Karl Müller
- Chariklia Baxevanos : Eva Brunner
- Erik Frey : Morath, le directeur
- Ulrich Bettac : Rotter, le directeur général
- Hannelore Bollmann : Irene Rotter
- Oskar Sima : M. Jäger
- Karl Lieffen : M. Fuchs
- Richard Eybner : Graupinger, le commissaire de police
- Margarete Haagen : Franziska Baldinger
- Jane Tilden : Mme Chlestek
- Alma Seidler : Mme Morawetz
- Marianne Gerzner (de) : Else Knyrim
- Gretl Fröhlich : Lore Bayer
- Ulrich Beiger : Mario Marinadi
- Karl Ehmann (de) : le chef comptable Zippel
- Peter Gerhard (de) : le photographe
- Fritz Hintz-Fabricius : Fröhlich, notaire
- Helene Lauterböck : Swoboda, la secrétaire en chef
- Oskar Wegrostek (de) : Maternik, comptable